# Copa del Suroeste
La Copa del Suroeste (en alemán: Südwestpokal), llamada Bitburger Versbandspokal por razones de patrocinio, es una de las 21 competiciones regionales que conforman la Copa Asociación Alemana en donde el campeón logra la clasificación a la Copa de Alemania, el torneo de copa de fútbol más importante del país.

## Historia
La copa fue creada en 1973 organizada por la Asociación de Fútbol del Suroeste Alemán y en ella participan los equipos de Renania-Palatinado. En la copa no pueden participar los equipos que juegan en la Bundesliga de Alemania ni de la 2. Bundesliga ya que estos equipos ya están clasificados a la Copa de Alemania y desde la creación de la 3. Bundesliga en 2009 los equipos filiales ya no pueden participar en la copa.
Participan los equipos provenientes de la 3. Liga (III), Regionalliga West (IV), Oberliga Südwest (V), Verbandsliga Südwest (VI) y las dos Landesligas (VII), además de los equipos que hayan alcanzado al menos los cuartos de final de las competiciones de copa distritales.
Se juega bajo un formato de eliminación directa a partido único donde el equipo de categoría inferior juega de local excepto en la final que se juega en una sede neutral. El ganador de la copa logra la clasificación a la primera ronda de la Copa de Alemania.

## Ediciones anteriores
| Temporada | Sede              | Campeón                    | Finalista               | Resultado     | Asistencia |
| 1973–74   |                   | FC Rodalben                |                         |               |            |
| 1974–75   |                   | ASV Landau                 |                         |               |            |
| 1975–76   |                   | VfR Wormatia Worms         |                         |               |            |
| 1976–77   |                   | SG Eintracht Bad Kreuznach |                         |               |            |
| 1977–78   |                   | SG Eintracht Bad Kreuznach |                         |               |            |
| 1978–79   |                   | 1. FC Kaiserslautern II    |                         |               |            |
| 1979–80   |                   | 1. FSV Mainz 05            |                         |               |            |
| 1980–81   |                   | BFV Hassia Bingen          |                         |               |            |
| 1981–82   |                   | 1. FSV Mainz 05            |                         |               |            |
| 1982–83   |                   | BFV Hassia Bingen          |                         |               |            |
| 1983–84   |                   | SV Südwest Ludwigshafen    |                         |               |            |
| 1984–85   |                   | SC Birkenfeld              |                         |               |            |
| 1985–86   |                   | 1. FSV Mainz 05            |                         |               |            |
| 1986–87   |                   | SV Südwest Ludwigshafen    |                         |               |            |
| 1987–88   |                   | VfR Wormatia Worms         |                         |               |            |
| 1988–89   |                   | TSG Pfeddersheim           |                         |               |            |
| 1989–90   |                   | SV Südwest Ludwigshafen    |                         |               |            |
| 1990–91   |                   | SV Viktoria Herxheim       |                         |               |            |
| 1991–92   |                   | VfR Wormatia Worms         |                         |               |            |
| 1992–93   |                   | TSG Pfeddersheim           |                         |               |            |
| 1993–94   |                   | SV Edenkoben               |                         |               |            |
| 1994–95   |                   | TSG Pfeddersheim           |                         |               |            |
| 1995–96   |                   | TSG Pfeddersheim           |                         |               |            |
| 1996–97   |                   | 1. FC Kaiserslautern II    | SV Viktoria Herxheim    | 2–1           |            |
| 1997–98   |                   | SC Idar-Oberstein          |                         |               |            |
| 1998–99   |                   | FK 03 Pirmasens            |                         |               |            |
| 1999–2000 | Neustadt          | TSG Pfeddersheim           | 1. FC Kaiserslautern II | 2–2 (4–2 pen) | 400        |
| 2000–01   | Bad Kreuznach     | 1. FSV Mainz 05 II         | VfR Grünstadt           | 1–0           | 400        |
| 2001–02   | Alzey             | 1. FSV Mainz 05 II         | 1. FC Kaiserslautern II | 3–0           | 1500       |
| 2002–03   | Worms             | 1. FSV Mainz 05 II         | 1. FC Kaiserslautern II | 1–0           | 800        |
| 2003–04   | Ludwigshafen      | 1. FSV Mainz 05 II         | SC Hauenstein           | 3–1           | 500        |
| 2004–05   | Grünstadt         | 1. FSV Mainz 05 II         | SC Hauenstein           | 2–0           |            |
| 2005–06   | Alzey             | FK 03 Pirmasens            | FSV Mainz 05 II         | 2–1           | 1150       |
| 2006–07   | Ludwigshafen      | VfR Wormatia Worms         | 1. FC Kaiserslautern II | 1–0           | 3700       |
| 2007–08   |                   | 1. FC Kaiserslautern II    | SV Niederauerbach       | 2–1           |            |
| 2008–09   |                   | VfR Wormatia Worms         | FSV Oggersheim          | 5–1           |            |
| 2009–10   | Offenbach         | FK Pirmasens               | FV Dudenhofen           | 3–0           |            |
| 2010–11   |                   | SVN Zweibrücken            | SC Idar-Oberstein       | 2–1 pen       |            |
| 2011–12   | Idar-Oberstein    | VfR Wormatia Worms         | FK Pirmasens            | 4–1           |            |
| 2012–13   | Bobenheim-Roxheim | TSG Pfeddersheim           | Arminia Ludwigshafen    | 4–3 pen       |            |
| 2013–14   | Mehlingen         | Alemannia Waldalgesheim    | SVN Zweibrücken         | 1–0           | 1005       |
| 2014–15   | Offenbach         | FK Pirmasens               | FV Dudenhofen           | 1–0           | 2500       |
| 2015–16   | Römerberg         | SC Hauenstein              | TSV Schott Mainz        | 2–1 (aet)     | 1002       |
| 2016–17   | Pirmasens         | SV Morlautern              | Wormatia Worms          | 2–1           | 2410       |
| 2017–18   | Worms             | Wormatia Worms             | Alemannia Waldalgesheim | 3–1 aet       | 3393       |
| 2018–19   | Pirmasens         | 1. FC Kaiserslautern       | Wormatia Worms          | 3–1           | 7343       |
| 2019–20   | Pirmasens         | 1. FC Kaiserslautern       | Alemannia Waldalgesheim | 5–3 pen       | 400        |

## Títulos por equipo
| Club                       | Títulos |
| Wormatia Worms             | 7       |
| TSG Pfeddersheim           | 6       |
| 1. FSV Mainz 05 II         | 5       |
| FK Pirmasens               | 4       |
| 1. FC Kaiserslautern II    | 3       |
| SV Südwest Ludwigshafen    | 3       |
| 1. FSV Mainz 05            | 3       |
| BFV Hassia Bingen          | 2       |
| SG Eintracht Bad Kreuznach | 2       |
| 1. FC Kaiserslautern       | 2       |
| Alemannia Waldalgesheim    | 1       |
| SVN Zweibrücken            | 1       |
| SC Idar-Oberstein          | 1       |
| SV Edenkoben               | 1       |
| SV Viktoria Herxheim       | 1       |
| SC Birkenfeld              | 1       |
| ASV Landau                 | 1       |
| FC Rodalben                | 1       |
| SC Hauenstein              | 1       |
| SV Morlautern              | 1       |